# André Citroën
André Gustave Citroën (Paris, 5 de fevereiro de 1878 — Paris, 3 de julho de 1935) foi um engenheiro e empresário francês de origem judaica holandesa e polonesa, pioneiro da indústria automobilística, fundador do império Citroën, com a alta compressão de motores, em 1919. É também conhecido por sua invenção das engrenagens bi-helicoidais ou "espinha de peixe".

## Biografia
André Citroën foi o 5º e último filho do diamantista neerlandês, de origem judaica, Levie Citroën e de Mazra Kleinmann, polonesa de Varsóvia. Era também parente do filósofo britânico A.J. Ayer. A família mudou-se para Paris, a partir de Amesterdão, em 1873. Na França, foi acrescentado um trema ao nome, que passou a ser Citroën. Levie suicidou-se, quando André tinha apenas seis anos de idade.
Tem dez anos quando descobre Jules Verne, do qual se torna um leitor assíduo. Extrai da sua obra os grandes princípios, que serão os seus ao longo de toda sua vida: o espírito de descoberta, o sentido de concorrência, a maravilha científica, a procura permanente da evolução. A edificação da Torre Eiffel, para a exposição universal de 1889, é o segundo acontecimento que decidirá a orientação do jovem adolescente. Vai ser engenheiro.
Graduado pela École Polytechnique de Paris, em 1900, no mesmo ano André faz uma viagem familiar à Polônia e ali encontra um parente, fabricante de farinha, que havia criado um processo de corte com engrenagens de madeira, de dentadura dupla, com dentes cortados em "V". Ao voltar para a França, Citroën transpôs a ideia para o aço e patenteou-a. A dentadura em chevrons (em português, "traves") ou dentadura Citroën é composta por duas dentaduras helicoidais colocadas em oposição de modo a anular o esforço axial. O símbolo da Citroën - conhecido como "double chevron" - se refere a essa inovação de André Citroën.[carece de fontes?]

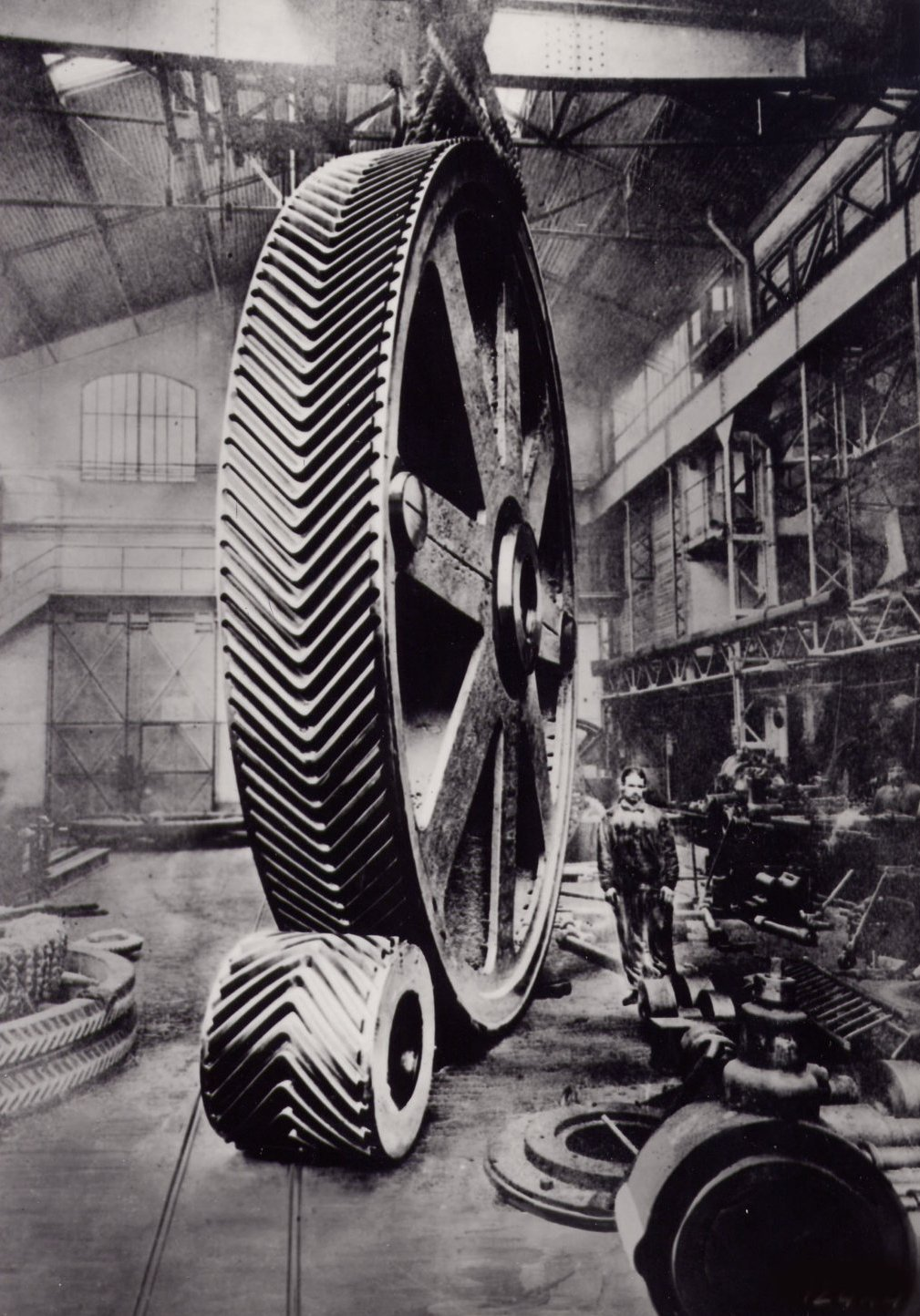
Engrenagem com dentes em V, que inspirou o emblema e logo da Citroën

Durante a Primeira Guerra Mundial, Citroën foi responsável pela produção em massa de armamento. Após a guerra, em 1919, passou a fabricar automóveis. No início dos anos 1930, a empresa Citroën tornou-se a quarta maior fabricante de automóveis do mundo.
Com inúmeras qualidades, André Citroën não deixava de ser um excêntrico com uma visão megalómana, procurando uma expansão muito rápida, condenando a Sociedade Citroën a uma liquidação judicial, tendo sido resgatada pela Michelin, de forma a evitar a falência total.

## Pessoal
Em 27 de maio de 1914, casa-se com Georgina Bingen, filha de um banqueiro genovês. Tiveram quatro filhos.

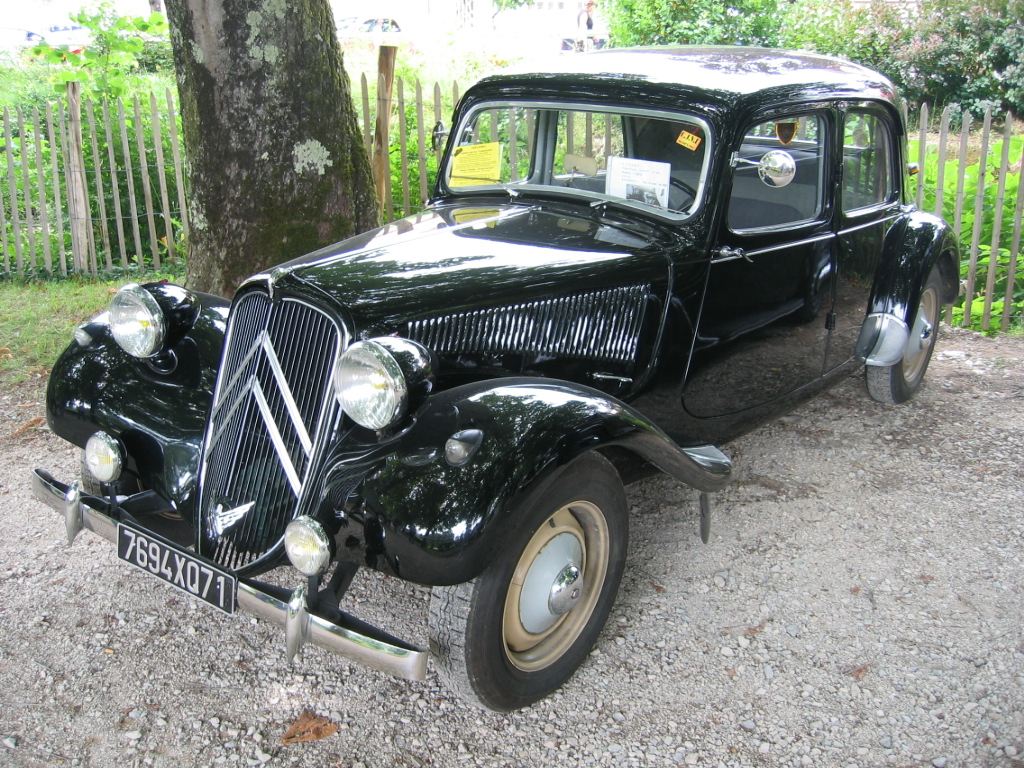
Citroën com tração dianteira, fabricado de 1934 a 1957

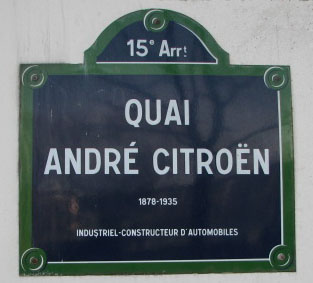
Placa de rua, indicativa do Quai André Citroën, em Paris

André Citroën morreu em Paris, França, em 1935, de câncer do estômago, aos 57 anos, e foi enterrado no Cemitério do Montparnasse, em Paris.

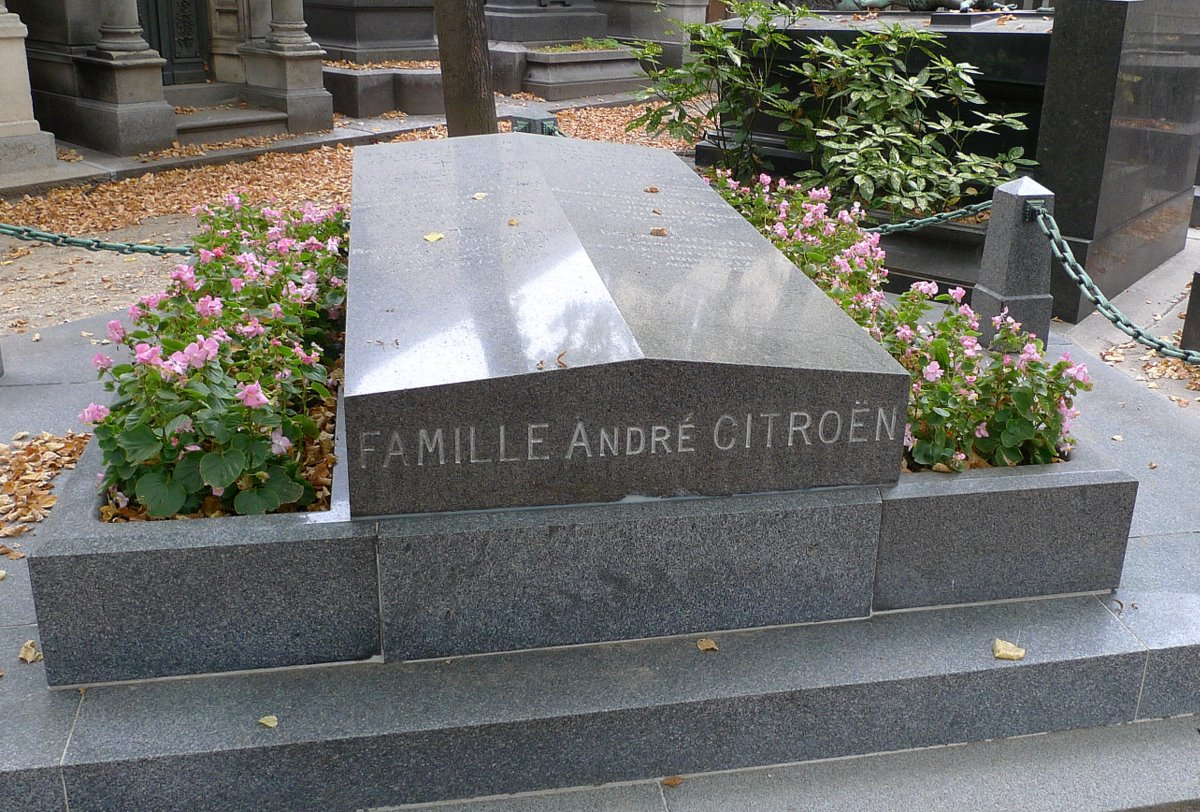
Sepultura no Cemitério do Montparnasse

O quai de Javel, onde se localizava a histórica fábrica da Citroën, foi posteriormente renomeado quai André-Citroën e a antiga fábrica foi transformada no Parque André Citroën, em sua memória. Hoje, o Parque André Citroën é um parque público de 14 hectares (35 acres), localizado na margem esquerda do rio Sena, no 15º arrondissement de Paris.
Em 1998, Citroën foi nomeado para o Automotive Hall of Fame, em Dearborn, Michigan.